# ريسلينهيم
ريسلينهيم (بالفرنسية: Reclinghem)‏ هي بلدية تقع في إقليم باد كاليه من منطقة نور با دو كاليه في شمال فرنسا. تبلغ مساحة هذه المدينة 6.05 (كم²)، وترتفع عن سطح البحر 87 م، يبلغ عدد سكانها 171 نسمة حسب إحصاء المعهد الوطني للإحصاء والدراسات الاقتصادية سنة 2009 م. وترأس Joël Rolin البلدية خلال فترة (2001-2014).